# Лаграндж (Нью-Йорк)
Лаграндж (англ. LaGrange) — місто (англ. town) в США, в окрузі Дачесс штату Нью-Йорк. Населення — 15 975 осіб (2020).

## Демографія
Згідно з переписом 2010 року, у місті мешкало 15 730 осіб у 5440 домогосподарствах у складі 4313 родин. Було 5668 помешкань
Расовий склад населення:
| - 88,7 % — білих - 4,0 % — азіатів - 3,8 % — чорних або афроамериканців - 0,2 % — корінних американців - 1,4 % — осіб інших рас |

До двох чи більше рас належало 1,8 %. Частка іспаномовних становила 7,1 % від усіх жителів.
За віковим діапазоном населення розподілялося таким чином: 25,6 % — особи молодші 18 років, 61,0 % — особи у віці 18—64 років, 13,4 % — особи у віці 65 років та старші. Медіана віку мешканця становила 42,7 року. На 100 осіб жіночої статі у місті припадало 98,6 чоловіків;  на 100 жінок у віці від 18 років та старших — 97,2 чоловіків також старших 18 років.
Середній дохід на одне домашнє господарство  становив 133 153 долари США (медіана — 109 232), а середній дохід на одну сім'ю — 149 063 долари (медіана — 122 108). Медіана доходів становила 84 618 доларів для чоловіків та 63 945 доларів для жінок. За межею бідності перебувало 2,9 % осіб, у тому числі 1,2 % дітей у віці до 18 років та 1,2 % осіб у віці 65 років та старших.
Цивільне працевлаштоване населення становило 8014 осіб. Основні галузі зайнятості: освіта, охорона здоров'я та соціальна допомога — 27,8 %, роздрібна торгівля — 11,7 %, науковці, спеціалісти, менеджери — 11,7 %.